# Syrius Eberle
Syrius Eberle (Pfronten, 9 dicembre 1844 – Bolzano, 12 aprile 1903) è stato uno scultore e insegnante tedesco.

## Biografia
Nato nella Stapferhaus di Pfronten, Eberle aveva sposato la figlia di Thomas Driendl, pittore anch'egli nativo di Pfronten.
Fece l'apprendistato come falegname, ma studiò poi, tra il 1866 ed il 1872 all'Accademia delle belle arti di Monaco di Baviera, dove fece ritorno nel 1884 come insegnante di scultura religiosa, cattedra che terrà fino alla morte.
Tra le sue opere più note, il monumento nazionale ai fratelli Grimm di Hanau. Il bozzetto di Eberle era arrivato terzo, ma la commissione non era riuscita a trovare l'accordo sul bozzetto del primo classificato, lo scultore Max Wiese, chiedendo un parere ad Herman Grimm, figlio di Wilhelm Grimm, il quale scelse appunto il bozzetto di Eberle. Il monumento fu inaugurato nel 1896.
Altre opere sono il monumento a Franz Xaver Gabelsberger (1890) e i piloni del ponte Ludovico, entrambi a Monaco di Baviera.
Nel 1897 vinse anche il concorso per il monumento equestre all'Imperatore Guglielmo I di Norimberga, ma morì prima di completarlo: il bozzetto venne rielaborato e portato a termine da Wilhelm von Rümann.
Nel 1903 Eberle morì a Bolzano, dove si era trasferito negli ultimi anni di vita.

## Galleria d'immagini

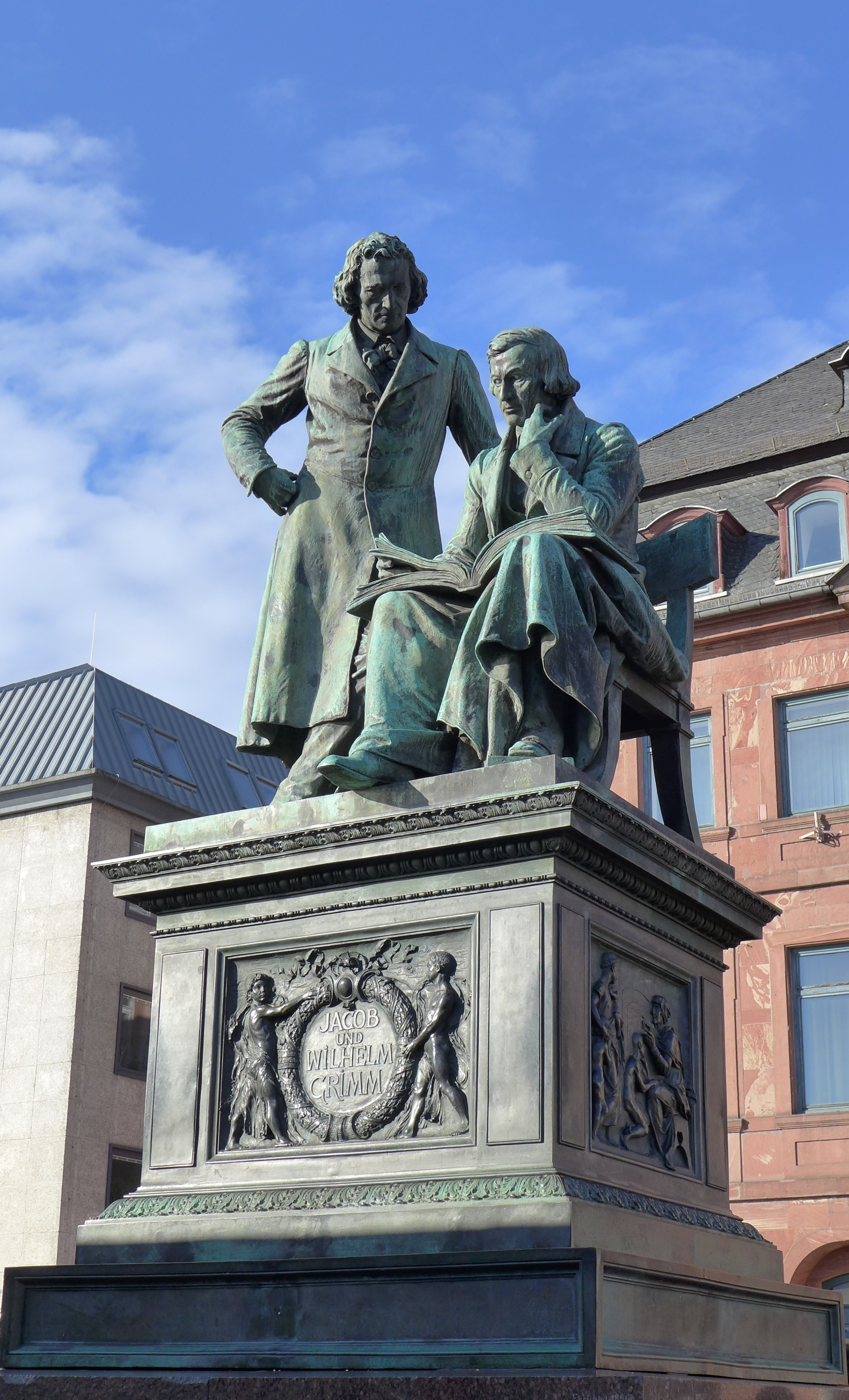
Il monumento ai Fratelli Grimm ad Hanau
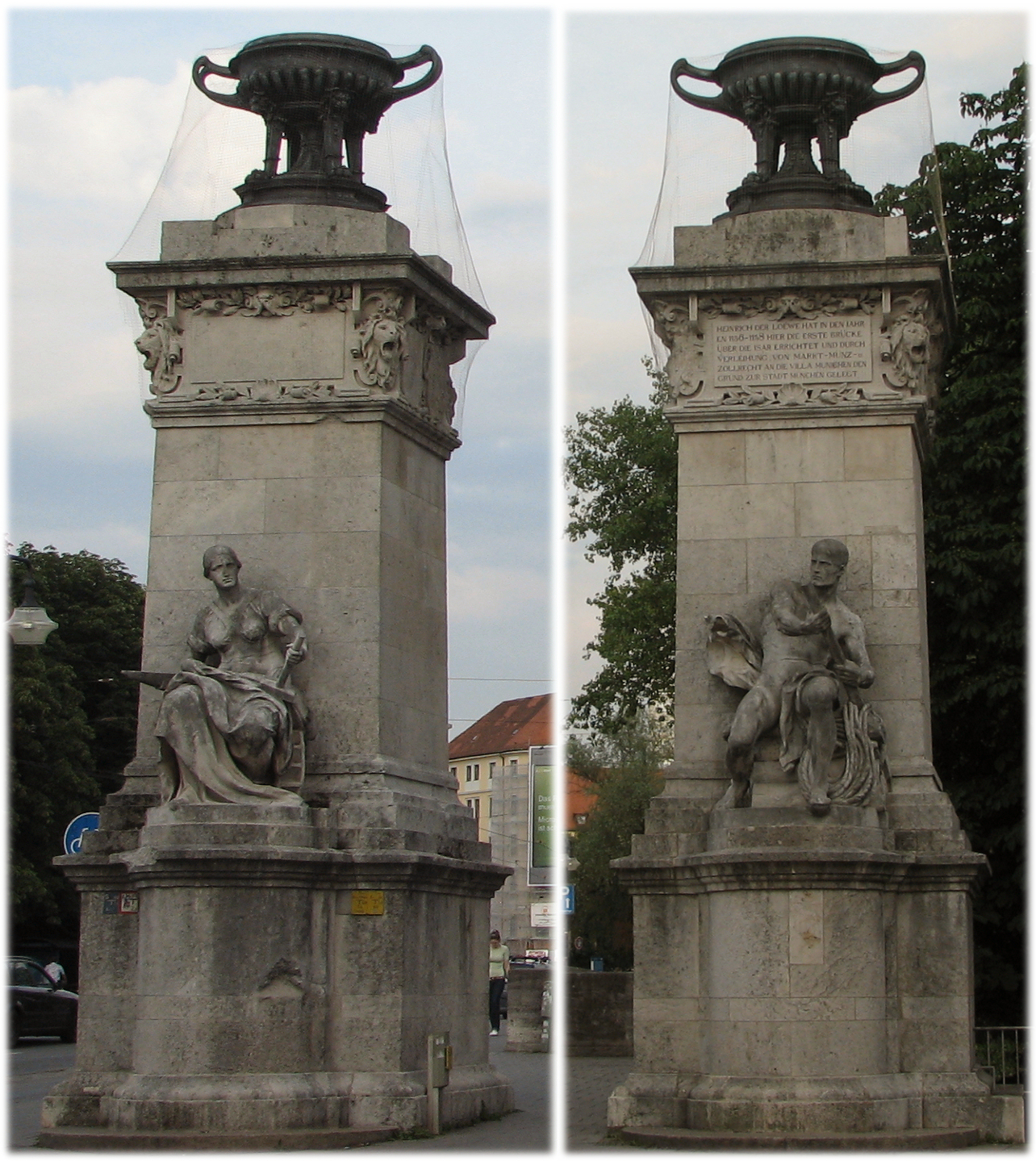
Due dei piloni del Ponte Ludovico
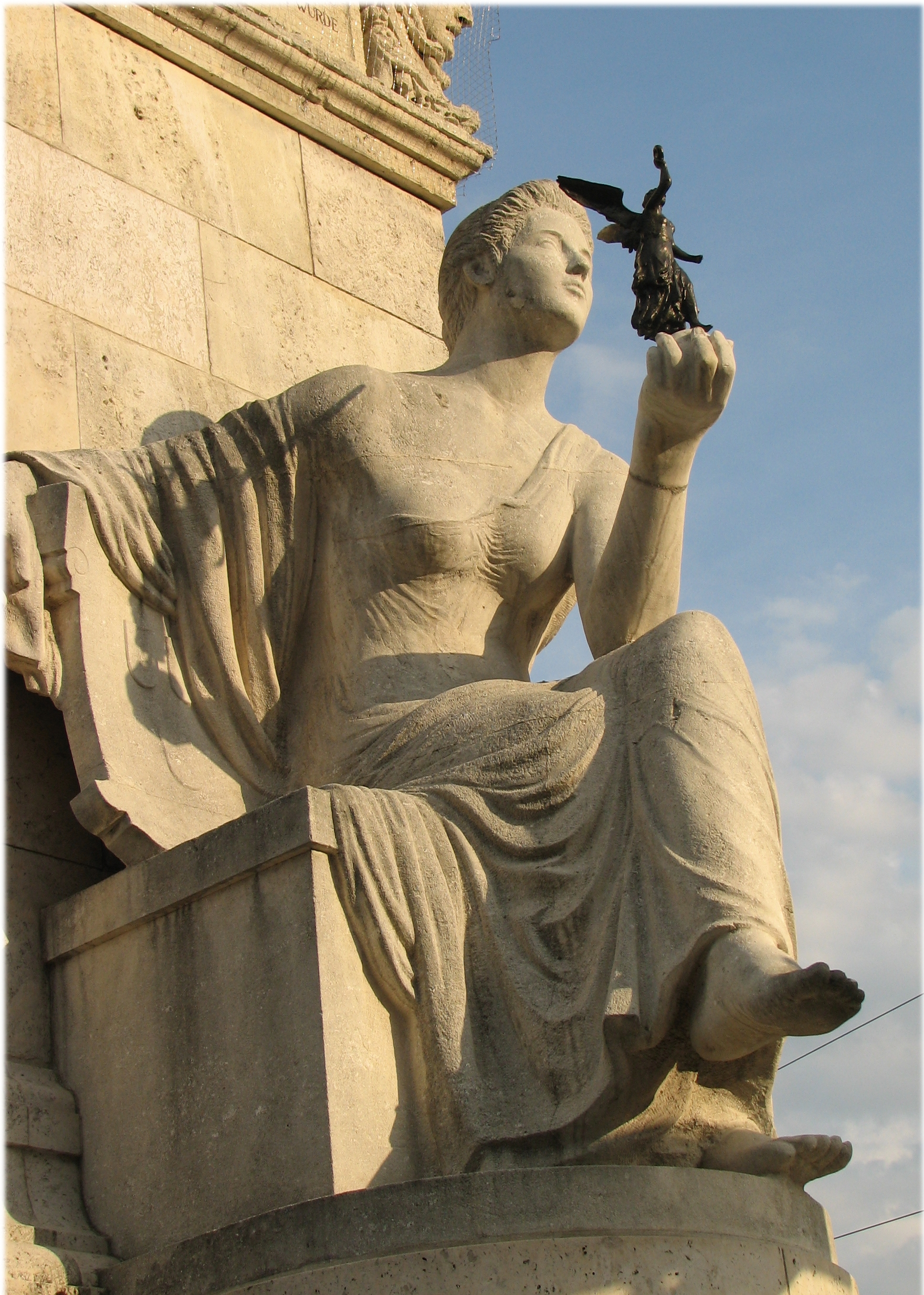
Dettaglio di uno dei piloni
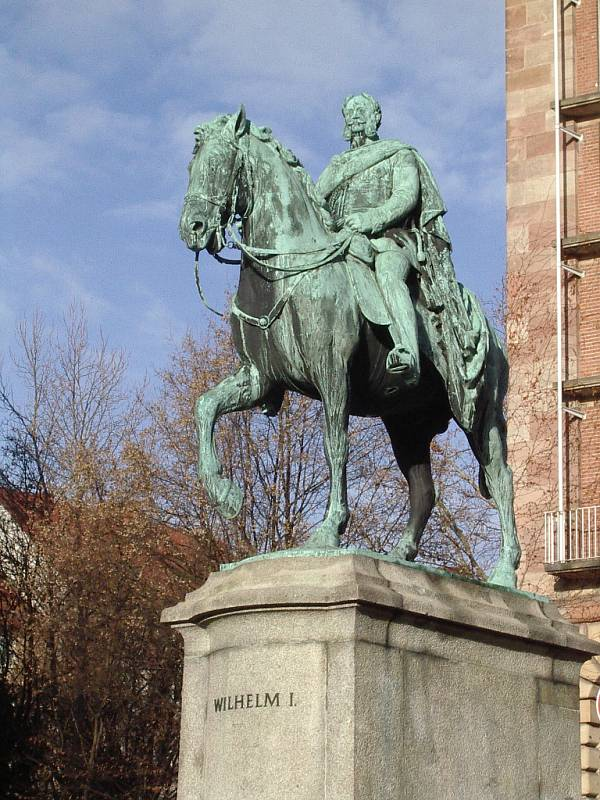
Monumento equestre a Guglielmo I
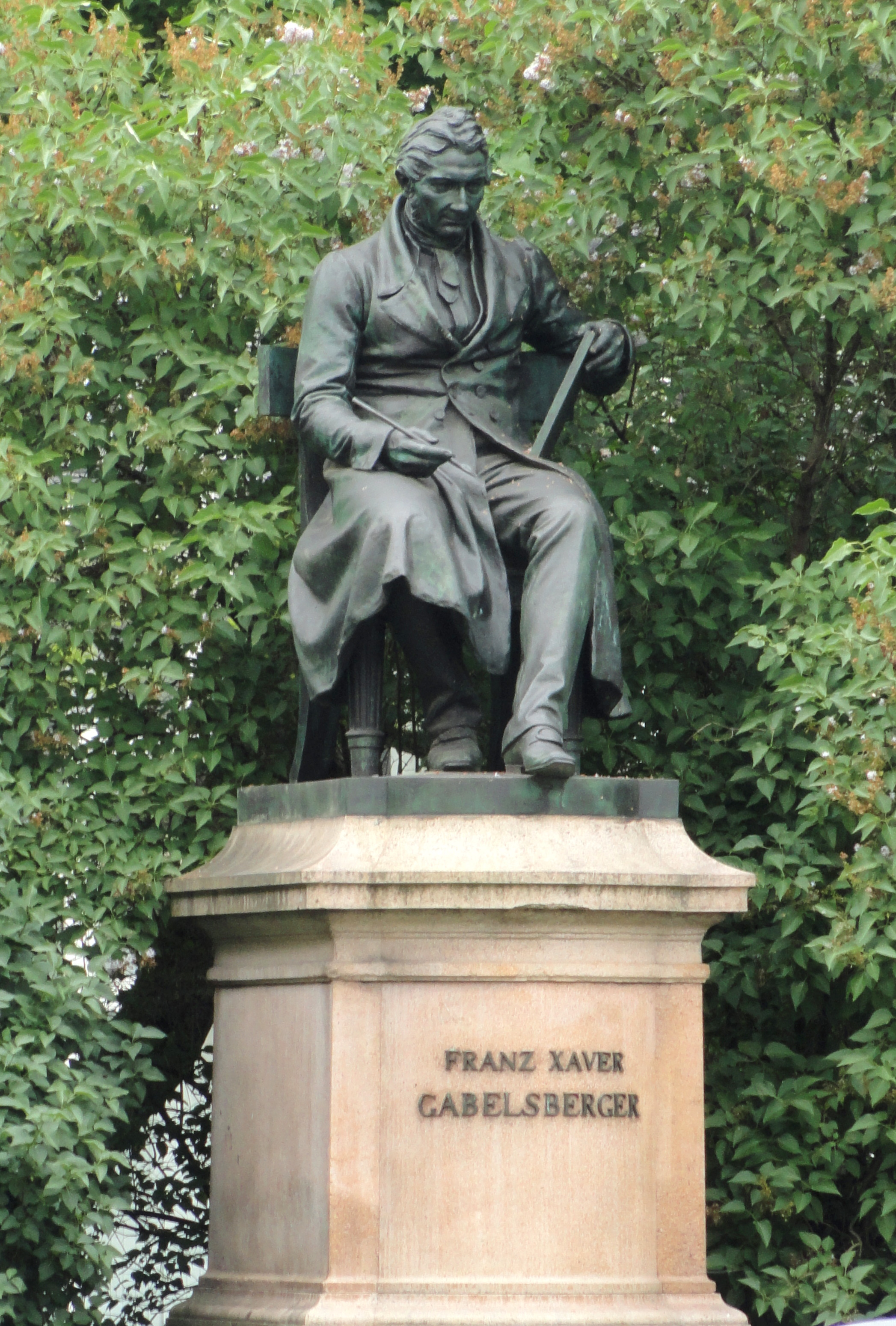
Monumento a Franz Xaver Gabelsberger